# Órzola
Órzola är en ort i Spanien.   Den ligger i provinsen Provincia de Las Palmas och regionen Kanarieöarna, i den sydvästra delen av landet, 1 500 km sydväst om huvudstaden Madrid. Órzola ligger 9 meter över havet och antalet invånare är 288. Den ligger på ön Lanzarote.
Terrängen runt Órzola är kuperad åt sydväst, men norrut är den platt. Havet är nära Órzola åt nordost. Runt Órzola är det ganska glesbefolkat, med 38 invånare per kvadratkilometer. Närmaste större samhälle är Haría, 9,6 km sydväst om Órzola. Omgivningarna runt Órzola är i huvudsak ett öppet busklandskap.